# Lernaeosolea lycodis
Lernaeosolea lycodis är en kräftdjursart som beskrevs av C. B. Wilson 1944. Lernaeosolea lycodis ingår i släktet Lernaeosolea och familjen Lernaeosoleidae. Inga underarter finns listade i Catalogue of Life.